# Pendo Verlag
Der Pendo Verlag ist ein 1971 in Zürich gegründeter Belletristik- und Sachbuchverlag, der heute zum Piper Verlag gehört.

## Verlagsgeschichte
Der Pendo Verlag wurde 1971 von der Reporterin Gladys Weigner und dem Fotografen Bernhard Moosbrugger in Zürich gegründet, um ein unabhängiges Forum für kulturelle Verständigung zu schaffen, was den beiden auch in ihrer journalistischen Arbeit ein Anliegen war. Schon das erste Buch des brasilianischen Erzbischofs Dom Hélder Câmara, Die Stimme der stummen Welt, war programmatisch für den Verlagsnamen – das Wort ‚Pendo’ stammt aus dem Swahili und bedeutet Liebe und Verständigung.
1998 übernahmen Ernst Reinhard Piper und Max Kürz den Verlag, bevor er 2000 an den Eichborn Verlag überging. Seit Oktober 2004 befand sich der Verlag im Besitz von Christian Strasser. Im November 2006 wurde Doris Janhsen, zuvor Leiterin der Verlage List und Claassen sowie des Droemer Verlags, geschäftsführende Gesellschafterin und Mitverlegerin. Zum 1. Juli 2008 wurde der Verlag wieder vom Piper Verlag übernommen.

## Programm
Das Programm des Pendo Verlags konzentriert sich auf die schöne Literatur, also Belletristik und Krimis.

## Kontroverse um Eva Herman
Größere öffentliche Aufmerksamkeit wurde im Herbst 2006 dem Buch Das Eva-Prinzip von Eva Herman zuteil. Auch das Nachfolgebuch Das Prinzip Arche Noah sorgte im Herbst 2007 für Kontroversen. Am 9. Oktober 2007 kam es zu einem Eklat, als die Pendo-Autorin aus der Talkshow von Johannes B. Kerner (ZDF) gebeten wurde. Der damalige Verleger Strasser war „entsetzt und schockiert über die Sendung, nicht über den Auftritt von Eva Herman“ und bezeichnete die Sendung als „Mega-Gau“.